# Wadi al-Hitan
Wadi al-Hitan (àrab: وادي الحيتان, wādī al-Ḥītān, literalment ‘vall de les Balenes’) és una regió del desert occidental d'Egipte, situada a 140 km al sud-oest del Caire, que conté importants restes fòssils de cetacis primitius. Aquestes restes representen un dels principals registres de la història de l'evolució de les espècies: la transformació d'animals terrestres en animals aquàtics soferta per les balenes.
Els fòssils complets o gairebé complets de Zeuglodon són les troballes més importants que s'han fet a la vall, cosa que li ha guanyat el sobrenom de «Vall dels Zeuglodon». Hi ha centenars d'esquelets de basilosaures i Dorudon, així com altres espècies d'arqueocets, sirenis, crocodilians, serps marines, tortugues, peixos teleostis i taurons.